# Обсерватория Брорфельде

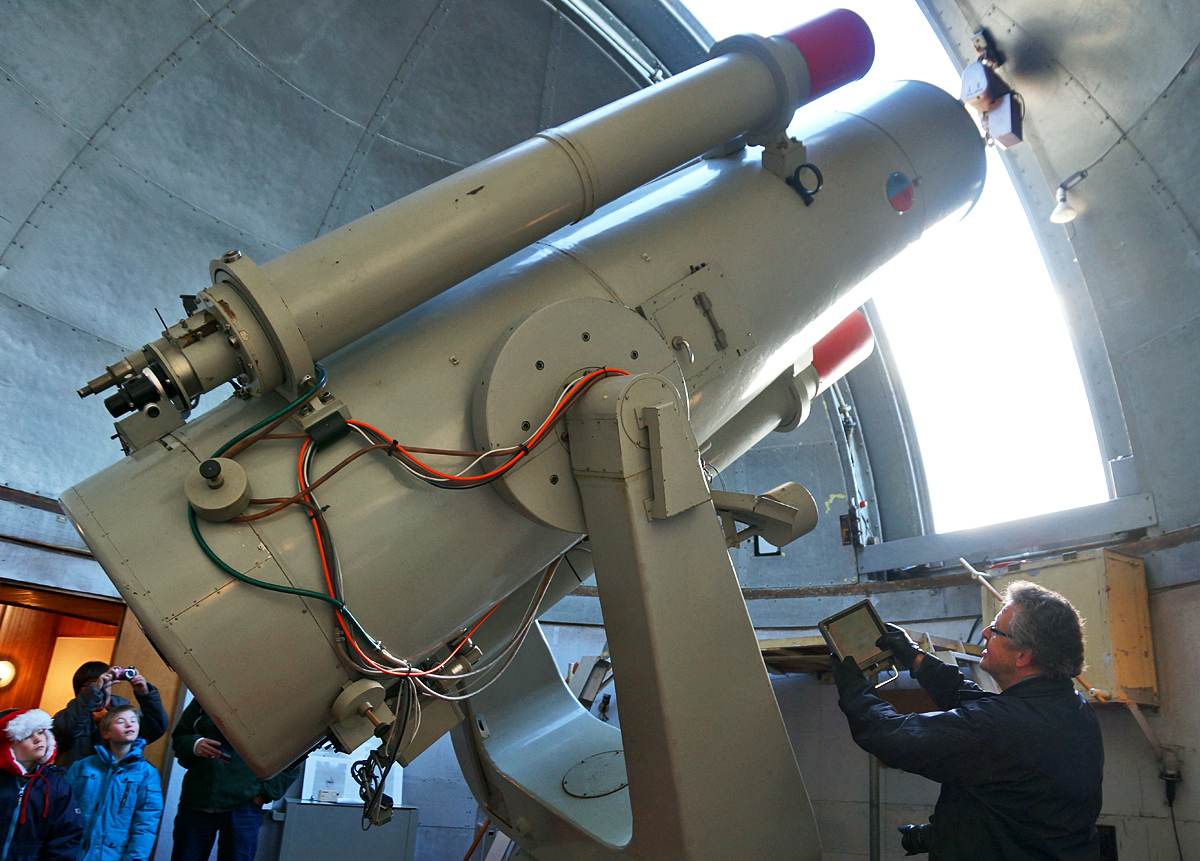
Телескоп системы Шмидта «Брорфельде»

Обсерватория Брорфельде — астрономическая обсерватория, основанная в 1953 году около Хольбек, Хольбек (коммуна), Дания.

## Руководители обсерватории
- Бенгт Стрёмгрен — инициатор создания обсерватории.
- Erik Heyn Olsen — руководитель работ в обсерватории в конце XX века — начале XXI века.

## История обсерватории
С 1953 года по 1 января 1996 года являлась филиалом Обсерватории Копенгагенского университета. После 1996 года весь постоянный персонал обсерватории переехал в Копенгаген в здание Рокфеллера (Rockefeller Building). В данный момент на обсерватории в основном наблюдают студенты и любители астрономии.

## Инструменты обсерватории
- Телескоп системы Шмидта «Брорфельде» (Brorfelde Schmidt Telescope) (D = 77/45 см, F = 150 см, установлен в 1966 году)
- Меридианный круг (установлен в 1953г, сейчас переведен на Ла-Пальма, как телескоп «The Carlsberg Meridian Telescope»)
- 50-см рефлектор (Сейчас установлен в ESO обсерватории Ла-Силья как «The Strömgren Automatic Telescope»)
- два телескопа системы Кассегрена по 40-см
- New Student Telescope (NeST) — 25-см Шмидт-Кассегрена Meade (D = 250 мм, F = 1600 мм) — для практических работ студентов

## Направления исследований
- Поиск и астрометрия астероидов
- Поиск сверхновых звезд
- Фотометрия переменных звезд

## Основные достижения
Открытие 10 астероидов:
| Открытые астероиды: 10 | Открытые астероиды: 10 |
| ---------------------- | ---------------------- |
| 3312 Pedersen          | 24 сентября 1984       |
| 3369 Freuchen          | 18 октября 1985        |
| 5165 Videnom           | 11 февраля 1985        |
| 5427 Jensmartin        | 13 мая 1986            |
| (7743) 1986 JA         | 2 мая 1986             |
| 8261 Ceciliejulie      | 11 сентября 1985       |
| 9555 Frejakocha        | 2 апреля 1986          |
| (8338) 1985 FE3        | 27 марта 1985          |
| (22282) 1985 RA        | 11 сентября 1985       |
| (24642) 1984 SA        | 22 сентября 1984       |

- Астероид en:3309 Brorfelde тоже (вроде) открыт на данной обсерватории.

## Известные сотрудники
- Поуль Йенсен — открыватель астероидов;
- Карл Аугюстесен — открыватель астероидов.